# Rowan Douglas Williams
Rowan Douglas Williams, Baró Williams d'Oystermouth PC FBA FRSL FLSW és un eclesiàstic gal·lès, actual Arquebisbe de Canterbury, primat de l'Església d'Anglaterra i líder espiritual de la Comunió Anglicana, va néixer a Swansea el 14 de juny de 1950, en una família de parla gal·lesa.

## Biografia
Va ser l'únic fill d'Aneurin Williams i Delphine (Del, Nancy) Morris. Presbiterians que es van convertir a l'anglicanisme el 1961.
Va estudiar teologia al Christ's College de la Universitat de Cambridge, doctorant-se a la Universitat d'Oxford el 1975. Durant dos anys va exercir com a professor al Col·legi de la Resurrecció, un institut d'ensenyament teològica de l'Església d'Anglaterra. Va tornar a Oxford com a professor i fou ordenat diaca, i sacerdot un any després, però sense cap rectoria. A Oxford emprèn una excel·lent carrera acadèmica i pastoral i es converteix en un dels teòlegs més importants de la seva església. El 1991 és consagrat Bisbe de Monmouth i el 1999 Arquebisbe de Gal·les. El 2002 és elegit com 104º Arquebisbe de Canterbury i, per tant, primat d'Anglaterra i líder espiritual de la Comunió Anglicana mundial, és el primer no anglès en accedir al càrrec després de la Reforma.
Casat amb la també teòloga Jane Paul, és pare de dos fills. Ha publicat desenes de treballs sobre teologia i un llibre de poemes.

## La seva visió ecumènica
La seva visió ecumènica el va portar a honrar la Mare de Déu en la seva advocació de la Mare de Déu de Lourdes, en pelegrinar en qualitat d'Arquebisbe de Canterbury i primat de la Comunió Anglicana al mateix Santuari de Lourdes i predicar davant 20.000 persones en l'Eucaristia Internacional el 24 de setembre de 2008, sent el Cardenal Kasper, del Pontifici Consell per a la Promoció de la Unitat Cristiana el celebrant. Aquest fet va ser considerat molt positiu amb vista a la unitat dels cristians i va ser seguit per la visita històrica del Papa Benet XVI al primat anglicà el 17 de setembre de 2010, en ocasió del 50 aniversari de la primera trobada d'un Papa i un arquebisbe de Canterbury en els temps moderns de feia dècades, el de Joan XXIII i l'arquebisbe Geoffrey Fisher, el desembre de 1960. A això al seu torn va seguir la rebuda de Benet XVI a Rowan Williams, al Vaticà el 18 de novembre de 2010, poc després que cinc bisbes anglicans anunciessin el seu pas a l'Església Catòlica, aprofitant el nou ordinariat creat amb aquesta finalitat per la Santa Seu. El Papa Benet XVI i Rowan Williams van pregar junts en tal ocasió. En declaracions a Ràdio Vaticà, el Primat de la Comunió Anglicana es va referir al viatge del Papa Benet XVI a Anglaterra, de qui va dir que havia donat ja "fruits ecumènics", assenyalant que moltes persones li van dir que l'estada del Pontífex va confirmar en la fe als cristians britànics.

## Williams i la Francmaçoneria
En una carta privada Williams (que va ser filtrada) va dir que "tenia dubtes reals sobre la compatibilitat de la Maçoneria i la professió de la fe cristiana" i que el bisbe de Monmouth, havia impedit el nomenament de maçons a alts càrrecs dins de la seva diòcesi. La filtració d'aquesta carta el 2003 va causar una controvèrsia, que va tractar de calmar en demanar disculpes per la commoció causada on diu que no va posar en dubte "la bona fe i la generositat dels maçons", no hem d'obviar que el seu pare en fou membre.

## Ecumenisme
Williams va fer el seu treball doctoral sobre Vladímir Nikolàievitx Losski, un prominent teòleg ortodox rus de principis del segle xx. En l'actualitat és patró de la Fraternitat Saint Alban and Saint Sergius, un fòrum ecumènic per ortodoxos i occidentals (principalment Anglicana). Ell ha expressat les seves simpaties continuada amb l'ortodòxia en conferències i escrits des de llavors.

## Creacionisme
La resposta de Williams a una controvèrsia sobre l'ensenyament del creacionisme a les acadèmies de patrocini privat és que no s'ha d'ensenyar a les escoles com a alternativa a l'evolució. Quan se li va preguntar si estava d'acord amb l'ensenyament del creacionisme, ell va dir: "Crec que el creacionisme és, en un sentit, una mena d'error categòric, com si la Bíblia fos una teoria com les altres teories"
En aquest sentit, Williams ha mantingut el tradicional suport entre els anglicans i els seus dirigents per a l'ensenyament de l'evolucionisme com plenament compatible amb el cristianisme.

## Els bisbes gai
Williams va dir que el setembre de 2010 "No hi havia cap problema sobre que algun bisbe fos gai. Es tracta del fet que tradicionalment i històricament, normes s'espera que compleixin els deures i les normes del clergat ." I sobre la pregunta de què pensava que un bisbe homosexual tingués una parella, va dir: "Crec que l'enfocament bíblic i tradicional d'aquesta terra no dona molt de sentit positiu sobre aquest tema."

## Sínode General de 2010
El 9 de febrer de 2010, en un discurs al Sínode General, Williams va advertir que les lluites internes danyaven l'església, per assumptes com les dones bisbes i sacerdots gai, que aquests podrien donar lloc a una divisió permanent en la Comunió Anglicana. Va posar èmfasi que "no volia ni assaborir" la perspectiva de la divisió i va demanar a l'Església d'Anglaterra i anglicana a tot el món posar l'obra de Crist abans del cisma.